# Командне чемпіонство NXT
Командне чемпіонство NXT (анґл. NXT Tag Team Championship) — один з титулів у професійному реслінгу який використовується як частина бренду NXT. Здобути чемпіонство можна шляхом перемоги певної команди у бою з чинними власниками.

## Історія
23 січня 2013 на одному з чергових епізодів NXT було оголошено про турнір за право володіти командним титулом. Також було оголошено про присутність спеціального гостя — Шона Майклза. Першими власниками титулів стала команда Британські Амбіції у складі Адріана Невілла та Олівера Ґрея.

## Власники титулу
| No. | Чемпіони (Найменування команди)                                      | Кількість виграшів | Дата                | Пройшло днів з моменту виграшу | Місце                | Подія                     | Notes |
| --- | -------------------------------------------------------------------- | ------------------ | ------------------- | ------------------------------ | -------------------- | ------------------------- | --- |
| 1   | British Ambition (Британські Амбіції) (Адріан Невілл та Олівер Ґрей) | 1                  | 31 січня 2013       | 91                             | Вінтер Парк, Флорида | NXT                       | Шляхом турніру команда дісталася фіналу де і перемогла.                                                                 |
| 2   | Сім'я Ваятта (Люк Гарпер та Ерік Роуен)                              | 1                  | 2 травня 2013       | 49                             | Вінтер Парк, Флорида | NXT                       | Здобули перемогу в бою з чинними чемпіонами — Адріаном Невіллом та Бо Далласом (який заміняв травмованого Олівера Ґрея) |
| 3   | Адріан Невілл (2) та Корі Ґрейвз                                     | 1                  | 20 червня 2013      | 84                             | Вінтер Парк, Флорида | NXT                       | |
| 4   | The Ascension (Вознесіння) (Конор О'Браян та Рік Віктор)             | 1                  | 12 вересня 2013     | 364                            | Вінтер Парк, Флорида | NXT                       | |
| 5   | The Lucha Dragons (Дракони Луча) (Калісто та Уніко)                  | 1                  | 11 вересня 2014     | 124                            | Вінтер Парк, Флорида | NXT TakeOver: Fatal 4-Way | |
| 6   | Блейк та Мерфі                                                       | 1                  | 15 січня 2015       | 181+                           | Вінтер Парк, Флорида | NXT                       | |
| 7   | Ейден Інгліш та Самймон Готч                                         |                    | 22 серпня 2015 року |                                | Бруклін,Нью-Йорк     | NXT TakeOver: Brooklyn    | |

## Часові показники чемпіонства
| Rank | Champion                                        | No. of reigns | Combined days |
| ---- | ----------------------------------------------- | ------------- | ------------- |
| 1    | The Ascension (Конор О'Браян та Рік Віктор)     | 1             | 364           |
| 2    | Блейк та Мерфі (Веслі Блейк та Бадді Мерфі)     | 1             | 181+          |
| 3    | The Lucha Dragons (Калісто та Уніко)            | 1             | 126           |
| 4    | British Ambition (Адріан Невілл та Корі Ґрейвз) | 1             | 91            |
| 5    | Адріан Невілл тв Корі Ґрейвз                    | 1             | 84            |
| 6    | Сім'я Ваятта (Люк Гарпер та Ерік Роуен)         | 1             | 49            |